# Ерг Шеш
Ерг Шеш (арап. Erg Chech) је песковита пустиња (ерг) у североисточном делу Малија и југозападном делу Алжира. Захвата простор од око 80.000 км² и чине га бројне мигрирајуће дине. Ненасељен је и одликује га изузетно аридна клима, са високим температурама и одсуством падавина. Ерг Шеш окружен је са севера узвишењем Еглаб, депресијом Ел Џуф на југозападу и сериром Танезруфт на истоку и југоистоку. Саставни је део Сахаре.